# بوب ستيوارت (منتج تلفزيوني)
بوب ستيوارت (بالإنجليزية: Bob Stewart)‏ هو منتج تلفزيوني أمريكي، ولد في 27 أغسطس 1920 في بروكلين في الولايات المتحدة، وتوفي في 4 مايو 2012 في لوس أنجلوس في الولايات المتحدة.

## وصلات خارجية
- بوب ستيوارت على موقع IMDb (الإنجليزية)
- بوب ستيوارت على موقع قاعدة بيانات الفيلم (الإنجليزية)